# Domusculta
La domusculta (al plurale domuscultae) era una particolare forma di vasta azienda agricola diffusa tra i secoli VII e X nei feudi e patrimoni monastici ed i patrimoni papali. 
Le domuscultae rivitalizzarono aree depresse del territorio italiano, spopolate da secoli di instabilità politica dopo le invasioni barbariche, la caduta dell'Impero romano d'Occidente e le guerre gotiche.
I Pontefici nel Lazio promossero la diffusione di tali complessi rurali per arginare la crisi di approvvigionamenti della città di Roma. Tale crisi seguì alla confisca dei latifondi da parte dell'Impero Romano d'Oriente. Comuni come gli attuali Formello e Campagnano ebbero origine dai casali che formarono una domusculta, in particolare una fondata per volere di papa Adriano I.
Le domuscultae vennero fondate anche per effettuare un controllo politico sui territori sia reali nel Regno longobardo ed imperiali del Regno d'Italia che del Papa: è attestata la fondazione di una di esse presso la spopolata città di Formia, per volontà di Papa Zaccaria al fine di arginare l'espansionismo di Gaeta, legata a Bisanzio.